# Perfugas
Perfugas är en ort och kommun i provinsen Sassari i regionen Sardinien i Italien. Kommunen hade 2 384 invånare (2017).